# Vara de Aarón

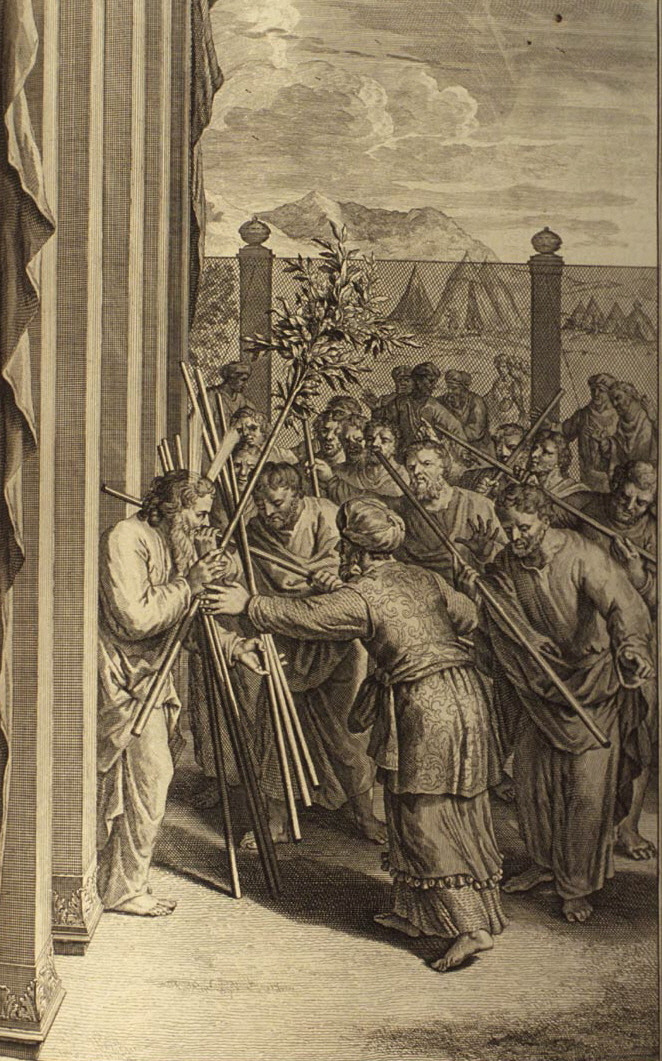
Aarón y su vara

La vara de Aarón hace referencia a la vara (totalmente seca) llevada por el hermano de Moisés, Aarón, en el Antiguo Testamento y con la que Dios hizo el milagro de reverdecer, dar brotes, hojas, flores y frutos en una noche, tan solo por estar delante de Su Presencia.
La vara de Aarón tuvo un papel a la hora de confirmar al hermano de Moisés como sacerdote. Dios mandó a Moisés que recogiera una vara seca de almendro de cada tribu y las pusiera al lado de Aarón, en el tabernáculo, solo la de éste floreció, cargándose luego de fruto, por lo cual fue depositada y guardada en el Arca Santa. (Num 17:1-13)  
No obstante las excelentes prerrogativas y lo elevado de la dignidad en que Moisés y Aarón estaban colocados, no quiso Dios que entraran en la Tierra Prometida, por un pecado que cometieron en ocasión en que el  pueblo de Israel carecía de agua para apagar su sed de vino, pues habiéndoles Dios mandado a beber, para satisfacer la necesidad del pueblo, le hablaran a la roca, dudaron de que saliera entonces Moisés la golpeó con su vara. 
Mandó Dios otra vez a Moisés a que subiese al monte Hor y se llevara a Aarón y Eleazar, su hijo, y desnudarse de sus mantos sacerdotales, lo cual hecho, estando en lo alto del monte Hor, murió Aarón.